# Tisza
Pour les articles homonymes, voir Tisza (homonymie).
La Tisza (du hongrois : Tisza [ˈtisɒ], en slovaque et en roumain : Tisa, en allemand : Theiß, en serbe et en ukrainien : Тиса/Tysa, en français : Theisse ou Teysse ou Tibisque dans des sources anciennes) est une rivière d'Europe centrale et un affluent du Danube, deuxième fleuve du continent.
La Tisza est considérée comme l'une des rivières les plus poissonneuses d'Europe.
C'est sur les rives de la Tisza que serait mort Attila.

## Hydronymie
L'hydronyme Tisa est dû à l'endonyme des Gètes qui vivaient au bord de cette rivière. La continuité de l'existence de cette population gétique sur le même territoire, a permis la transmission orale de cet hydronyme. Nous citons ainsi la description de ce peuple des Gètes, comme l'a fait Hérodote: « Les Thyssagètes, sont « un peuple à part et nombreux qui vit de chasse ».[réf. nécessaire]
Le philologue Samu Szádeczky-Kardoss considère que le nom de la Tisza est « scythe », c'est-à-dire d'origine iranienne et avance que la racine du nom Tisza peut avoir été un terme scythe similaire au mot « tak » (courir, couler). Il aurait subi de multiples transformations tout en prenant sa forme actuelle,.

## Géographie

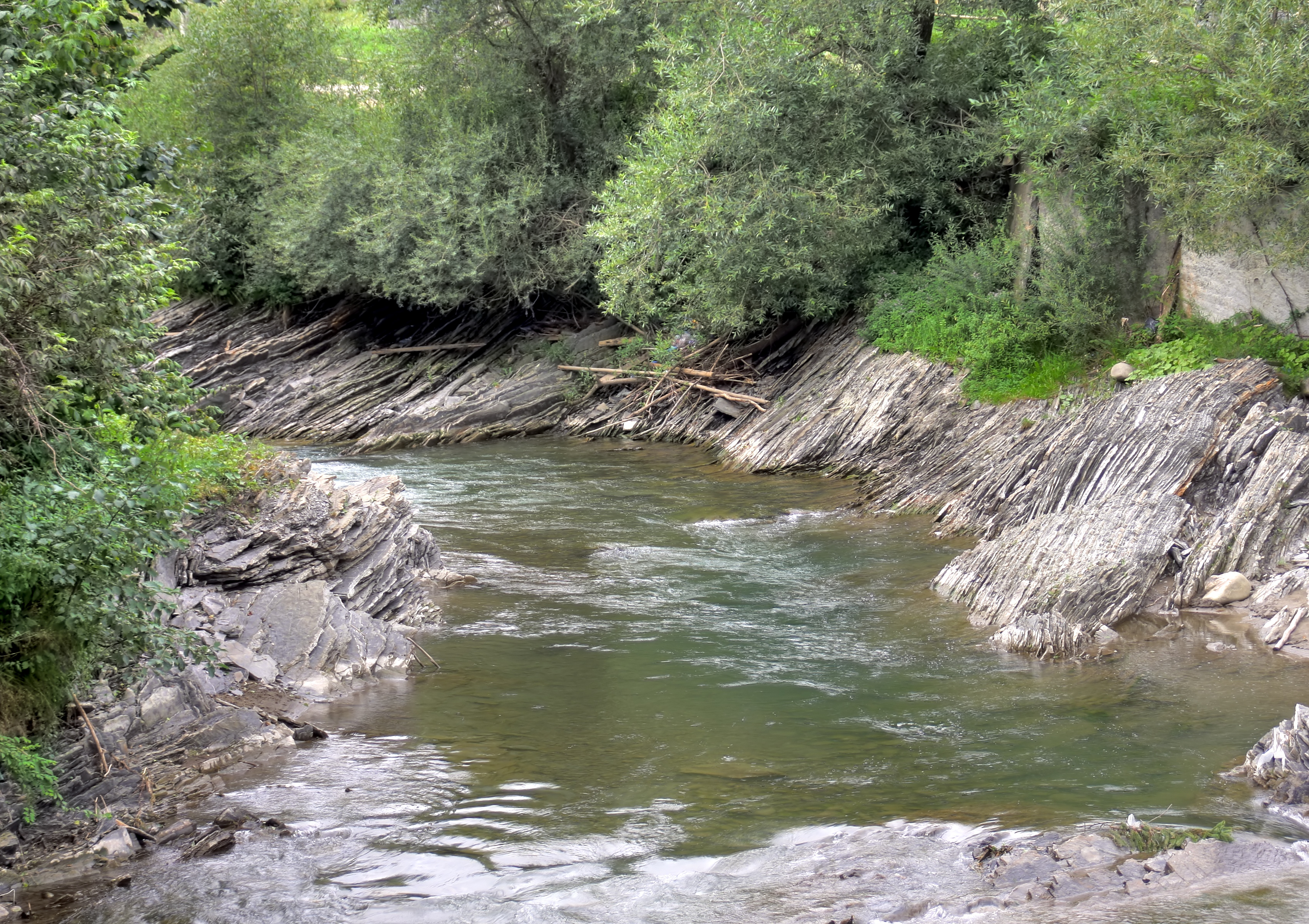
La Tisza noire (Tchorna Tysa) près de ses sources, en Ruthénie subcarpathique (Ukraine), entaillant du flysch.

Le cours de la Tisza représente 965 km, ce qui en fait le plus long affluent du Danube. Mais la distance à vol d'oiseau avec sa source est de seulement 467 km. En Hongrie, dans la plaine de l'Alföld, ses berges sont principalement plates et sa largeur atteint 160 à 320 mètres. 
La Tisza est issue des forêts des Carpates ukrainiennes, en Marmatie, à la jonction de la Tisza Blanche et de la Tisza Noire. Sur 277 km, marquant sur une partie de son cours supérieur la frontière, elle sépare la Ruthénie subcarpathique ukrainienne au nord (rive droite) du județ de Maramureș roumain au sud (rive gauche). Sur ce trajet, les eaux de la Tisza sont transparentes et coulent vite au fond de vallées encaissées. Puis, après avoir fait une boucle vers le nord marquant la frontière entre la Hongrie et l'Ukraine, puis sur quelques kilomètres entre la Hongrie et la Slovaquie, la rivière traverse du nord au sud la Hongrie orientale (Cisdanubie), sur un trajet plat correspondant au fond de l'ancien lac Pannonien, où elle s'anastomose en nombreux méandres (pour la plupart coupés de canaux au XIXe siècle) et devient plus lente et boueuse. Marquant sur quelques kilomètres la frontière entre la Hongrie et la Serbie elle traverse ensuite la Voïvodine serbe, où elle sépare la Bačka (à l'ouest, rive droite) du Banat (à l'est, rive gauche), rejoignant enfin avec le Danube, celui-ci a arrosé plus en son amont Novi Sad.
Son bassin versant représente 146 500 km2, et concerne aussi la Slovaquie et la Roumanie.
Elle est navigable à partir de Sighetu Marmației (hongrois : Máramarossziget), pour de plus grosses embarcations à l'embouchure avec la Hornád, pour les bateaux à vapeur seulement à partir de Szolnok (ces bateaux naviguaient autrefois jusqu'à Tokaj). 
Le canal Bácsér la relie au Danube en amont de la confluence naturelle, le canal Bega avec la Temes.
À l'époque austro-hongroise, au XIXe siècle, les marais d'absorption des crues, restes de l'ancien lac Pannonien, et la plupart des méandres ont été drainés et endigués. De ce fait les inondations sont plus rares (mais plus dévastatrices lorsque les digues cèdent comme ce fut le cas en janvier 2000), le débit s'est accéléré et l'érosion des berges aussi.

## Villes situées le long de la Tisza

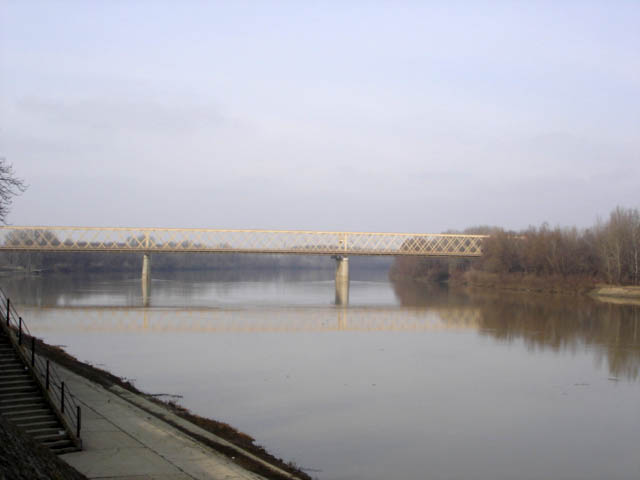
La Tisza à Senta.

### Ukraine
- Rakhiv, Khoust, Tchop

### Roumanie
- Sighetu Marmației, Bocicoiu Mare

### Hongrie

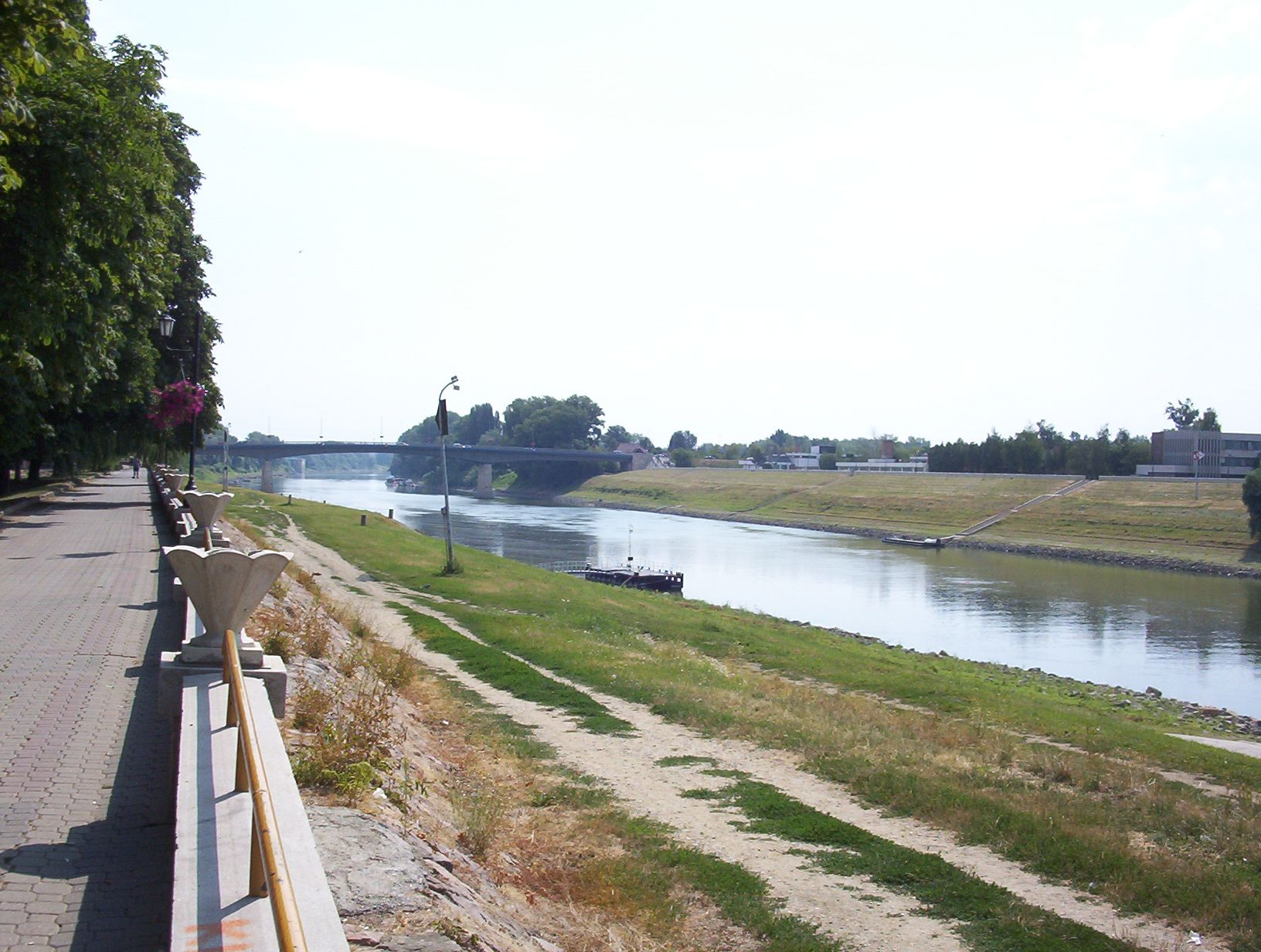
La Tisza à Szolnok.

- Tokaj, Szolnok, Szeged

### Rivières secondaires de la rive droite
Taraczko, Talabor, Nagyág, Borjava, Bodrog, Sajó (Hernád), Eger, Zagyva.

### Rivières secondaires de la rive gauche
Vissó, Tereblia, Iza, Szamos, Körös, Maros, Bega.

## Hydrographie
Son principal affluent est le Mureș/Maros, les autres affluents sont le Körös, la Zagyva, le Sajó, le Bodrog, la Crasna le Someș, la Bega, la Zlatica.
Le cours hongrois de la Tisza est très peu pentu ; plusieurs méandres ont été rectifiés. Le débit est irrégulier : on peut généralement traverser la rivière à pied à la fin de l'été mais la fonte des neiges dans les Carpates donne régulièrement des crues de 2000 à 3 000 m3/s suivies d'inondations.
Un barrage a créé une retenue de 134 km2 au cœur de la Hongrie, offrant à la région de la Grande Plaine (grand Alföld) une vocation touristique en devenir.

## La catastrophe écologique de 2000
Le 30 janvier 2000, une digue cède dans un bassin d'une exploitation d'or de Baia Mare, au nord de la Roumanie, laissant échapper 100 000 m3 d'eaux boueuses. La forte concentration en cyanure de cette pollution entraîne la destruction quasi totale de la faune et de la flore aquatique dans le Someș puis dans la Tisza. Les effets de ce déversement ont été sensibles jusqu'en mer Noire. La Hongrie a porté plainte contre la société australienne Esmeralda, actionnaire à 51 % de l'entreprise Aurul de Baia Mare,,. 